# Jonathan La Rosa
Jonathan La Rosa (Moreno, Argentina; 8 de enero de 1985) es un exfutbolista y actual entrenador argentino que se desempeñaba como delantero. 

## Trayectoria

### Futbolista
Se formó en las inferiores de River Plate y posteriormente, tuvo un paso por el centro de formación del AS Mónaco de Francia donde llega de la mano de Marcelo Gallardo.
A sus 17 años, regresa a la Argentina para hacer su debut en el primer equipo de Deportivo Merlo en la Primera B. 
En el año 2003 recala en el Aldosivi para jugar el Torneo Argentino A y un año más tarde tendría un breve paso por Comunicaciones.
En el año 2005 se convirtió en nuevo jugador de Quilmes, disputando encuentros en la división reserva. Luego de dos años, se convierte en nuevo jugador Defensores Unidos (ST) para disputar el torneo argentino.
En 2008, y nuevamente en compañía de Marcelo Gallardo, se convierte en jugador de D.C. United donde solo permaneció seis meses sin disputar encuentros. 
Ya en 2009 ficha por Deportivo Morón y luego de dos años, tendría su única experiencia en el exterior como jugador, disputando encuentros con el FC Räterschen de Suiza. 
En 2013, se convierte en jugador de Central Córdoba (R) donde disputaria 14 encuentros. Al año siguiente ficharía por Argentino de Merlo, otro club de la Primera C.
En el 2015, es contratado por Alvarado, club en el que se mantuvo hasta su retiro en el año 2018, logrando buenas actuaciones y marcando goles importantes, a pesar de sus pocos encuentros disputados.

### Entrenador
Luego de su retiro, comenzó a trabajar en las inferiores de River Plate como instructor de técnica individual. Posteriormente, se convertiría en entrenador de la 4.ª división y en el año 2022, comenzó su labor como entrenador de la reserva con Ernesto Farías como ayudante de campo. A fin del ciclo Gallardo dejó su puesto.

## Clubes

### Como jugador
| Club                | País           | Año       |
| ------------------- | -------------- | --------- |
| Deportivo Merlo     | Argentina      | 2001-2003 |
| Aldosivi            | Argentina      | 2003-2004 |
| Comunicaciones      | Argentina      | 2004-2005 |
| Quilmes             | Argentina      | 2005-2007 |
| D.C. United         | Estados Unidos | 2008      |
| Deportivo Morón     | Argentina      | 2009-2010 |
| FC Räterschen       | Suiza          | 2011-2012 |
| Central Córdoba (R) | Argentina      | 2013      |
| Argentino de Merlo  | Argentina      | 2014-2015 |
| Alvarado            | Argentina      | 2015-2018 |